# Agabus laferi
Agabus laferi är en skalbaggsart som beskrevs av Nilsson 1994. Agabus laferi ingår i släktet Agabus och familjen dykare. Inga underarter finns listade i Catalogue of Life.